# Madison Square Garden
Het Madison Square Garden (MSG) is een van de bekendste evenementenhallen ter wereld. MSG heeft een eigen televisiekanaal en een eigen marktslagzin (The World's Most Famous Arena (TM)).
MSG is te vinden in New York. De hal, die plaats biedt aan een kleine 20.000 toeschouwers, wordt gebruikt voor verschillende sportevenementen, waaronder boksen, basketbal (thuisbasis van de New York Knicks en New York Liberty) en ijshockey (thuisbasis van de New York Rangers). Ook is de MSG bekend als podium voor muziekconcerten. Beroemdheden als Pink Floyd, The Rolling Stones, Prince, Armin van Buuren, Queen, Kiss, The Police, Led Zeppelin, Christina Aguilera, Lady Gaga, Eric Clapton, Pearl Jam, Elvis Presley, J. Cole, Michael Jackson, Neil Diamond, Neil Young, Madonna, Rammstein, Metallica, Nirvana, Van Halen, Elton John, Paul McCartney, Simon and Garfunkel, Sandler and Young, Sting, U2, Mariah Carey, Bruce Springsteen, Frank Sinatra, One Direction, Bon Jovi, Hardwell, Shawn Mendes, Justin Bieber en vele anderen traden hier op. Billy Joel treedt sinds 2014 elke maand op in the Garden en blijft dat naar eigen zeggen doen tot zijn concerten niet meer uitverkocht raken. Op 1 oktober 2015 trad Stromae er als eerste Belg ooit op. In 2004 was MSG de locatie waar de Republikeinen onder leiding van George W. Bush hun partijconventie hielden.
De huidige MSG is de vierde "Garden" met deze naam. De eerste werd in 1879 gebouwd aan de Madison Square en werd als circustent gebruikt. Later, in 1890, werd deze hal gesloopt, waarna op dezelfde locatie een nieuwe MSG gebouwd werd. In 1925 werd de derde MSG geopend op het kruispunt van 50th Street en 8th Avenue. De huidige MSG werd geopend in 1969 en is te vinden boven het Pennsylvania Station op het kruispunt van de 33rd Street en 7th Avenue.
De MSG, die ook een congrescentrum, bioscoop en een theater bevat, is ook te huur voor privéfeesten. De worstelbond WWE (World Wrestling Entertainment) huurt regelmatig de MSG af voor belangrijke events. WrestleMania I, X en XX zijn er gehouden, net als verschillende SummerSlam en Survivor Series PPVs.

## Trivia
Het onderdeel koppelkoers bij het baanwielrennen heeft de naam "Madison" te danken aan dit stadion, omdat hier de allereerste wedstrijd in dit onderdeel is verreden tijdens de Zesdaagse van New York.